# Leontodon laciniatus
Leontodon laciniatus là một loài thực vật có hoa trong họ Cúc. Loài này được (Bertol.) Widder mô tả khoa học đầu tiên năm 1967.